# Down - Discesa infernale
Down - Discesa infernale (Down, noto anche come The Shaft) è un film del 2001 scritto e diretto da Dick Maas, remake della pellicola olandese L'ascensore, uscito nel 1983 e diretto dallo stesso Maas.

## Trama
Al Millennium Building, uno dei maggiori grattacieli di New York e da poco inaugurato, iniziano a verificarsi misteriosi incidenti sugli ascensori, alcuni dei quali mortali. Sul caso indaga un'intraprendente giornalista coadiuvata da due tecnici di ascensori, entrambi ex marine con poca esperienza, i quali puntualmente non riscontrano anomalie. Presto si scopre che chiunque indaghi sulle macchine è a sua volta vittima di spiacevoli incidenti, anche fuori dal Millennium. Nella stessa ditta dei protagonisti è impiegato un ex ricercatore militare, reduce di guerra e radiato dalle forze armate. Un nuovo ritrovato della tecnologia ha trasformato normali ascensori in macchine assassine.

## Distribuzione
È uscito nelle sale degli Stati Uniti il 20 maggio 2001.